# Seu del Consell Comarcal de l'Urgell
La Seu del Consell Comarcal de l'Urgell és un edifici de Tàrrega (Urgell) protegit com a bé cultural d'interès local.

## Descripció
És una antiga casa pairal avui seu del Consell Comarcal de l'Urgell i antiga Escola d'Arts i Oficis, construïda l'any 1800. Té tres plantes i golfes i està assentada sobre uns soterranis que semblen ser d'una construcció molt més antiga. La seva façana principal és molt senzilla, encara que deixa entreveure la importància de l'edifici. Està construïda amb maçoneria arrebossada i pedra treballada emmarcant les obertures. La façana posterior recaient al carrer Vilanova és de carreus de pedra i té una gran galeria a l'altura de la planta noble.